# Gran Bernardè
Il Gran Bernadè (2.747 m s.l.m.) è una montagna delle Alpi Graie. È situata in Provincia di Torino, nel territorio comunale di Chialamberto.

## Descrizione
La montagna è situata nel bacino della Stura di Lanzo, non molto lontano dallo spartiacque tra Val Grande di Lanzo e valle dell'Orco, spartiacque al quale è collegata dal Colle della Terra d'Unghiasse. Rappresenta l'elevazione più significativa del costolone che divide due valloni laterali della Val Grande, quello di Vassola (a est) e quello di Unghiasse (a ovest).
Sulla cima della montagna sorge un ometto di pietrame.

## Accesso alla cima

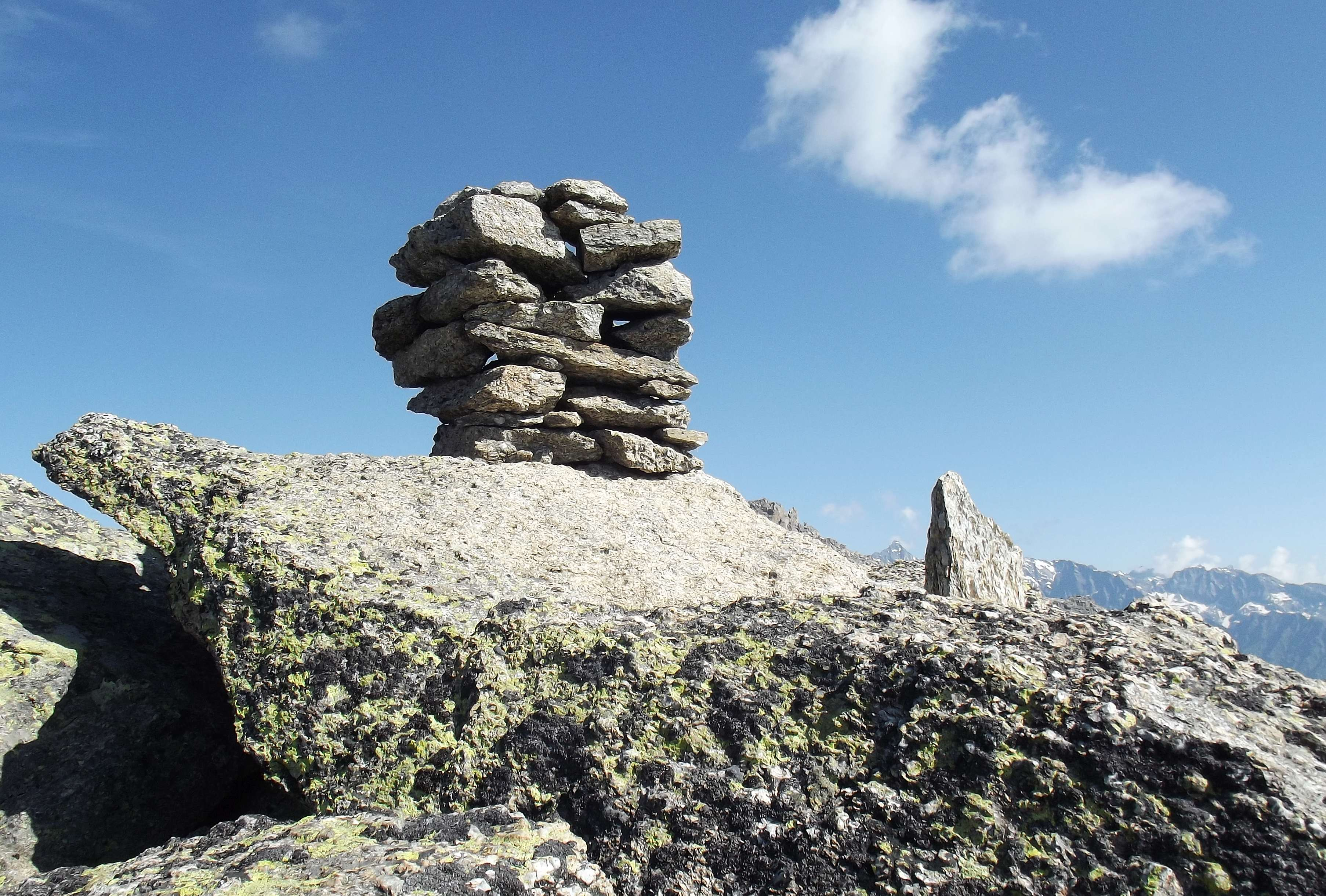
L'ometto sulla cima

Il Gran Bernadè può essere salito d'estate con partenza dalla frazione Pianardi prima per sentiero e poi per tracce su pietraia. È considerata una salita per escursionisti esperti (difficoltà EE).
La salita per il versante sud è anche un classico percorso sci alpinistico, apprezzato per gli ampi pendii della sua parte superiore.

## Cartografia
- Cartografia ufficiale italiana dell'Istituto Geografico Militare (IGM) in scala 1:25.000 e 1:100.000, consultabile on line
- Istituto Geografico Centrale - Carta dei sentieri e dei rifugi scala 1:50.000 n. 2 Valli di Lanzo e Moncenisio
- Istituto Geografico Centrale - Carta dei sentieri e dei rifugi scala 1:25.000 n.103 Alte Valli di Lanzo (Rocciamelone - Uja di Ciamarella - Le Levanne)